# Lechbruck am See
Lechbruck am See település Németországban, azon belül Bajorországban. Lakosainak száma 2844 fő (2023. december 31.).

## Népesség
A település népessége az elmúlt években az alábbi módon változott:
| Lakosok száma | 1091 | 2147 | 2049 | 2248 | 2590 | 2702 | 2684 | 2660 | 2782 | 2844 |
|               | 1875 | 1950 | 1975 | 1987 | 2012 | 2014 | 2016 | 2017 | 2021 | 2023 |